# Via Veneto
Via Veneto, Via Vittorio Veneto – ulica w Rzymie we Włoszech, w rione Ludovisi.

## Historia
Nazwana na cześć bitwy pod Vittorio Veneto (1918). Akcja znanego filmu Federico Felliniego Słodkie życie (1960) koncentruje się głównie w obszarze leżącym w bezpośrednim sąsiedztwie Via Veneto. To spowodowało, że w latach 60. i 70. XX wieku ulica stała się niezwykle popularna - założono przy niej wiele eleganckich kawiarni i luksusowych sklepów. Po okresie stagnacji w latach 80., ulica rozpoczęła nowe życie. Obecnie ma przy niej swoją siedzibę wiele najlepszych rzymskich hoteli. Przy Via Veneto znajduje się również ambasada Stanów Zjednoczonych, Café de Paris (w bezpośrednim sąsiedztwie ambasady) oraz Harry's Bar, uwiecznione przez Federico Felliniego w filmie Słodkie życie, będące jednocześnie miejscami chętnie odwiedzanymi przez rzymskich celebrytów.

## Zabytki
Wzdłuż biegu ulicy, począwszy od Piazza Barberini do Porta Pinciana, znajdują się liczne zabytki:
- Fontana delle Api
- Palazzo Coppedé
- Kościół Santa Maria della Concezione dei Cappuccini
- Palazzo hotel Majestic (XIX secolo)
- Palazzo hotel Balestra
- Palazzo hotel Palace
- Fontana del Cane
- Palazzo Margherita
- Palazzo Excelsior
- Palazzo hotel Flora